# Kalász István (pap)
Kalász István (Balassagyarmat, 1943. január 17. – Esztergom, 2017. március 8.) római katolikus pap, kanonok, esperes.

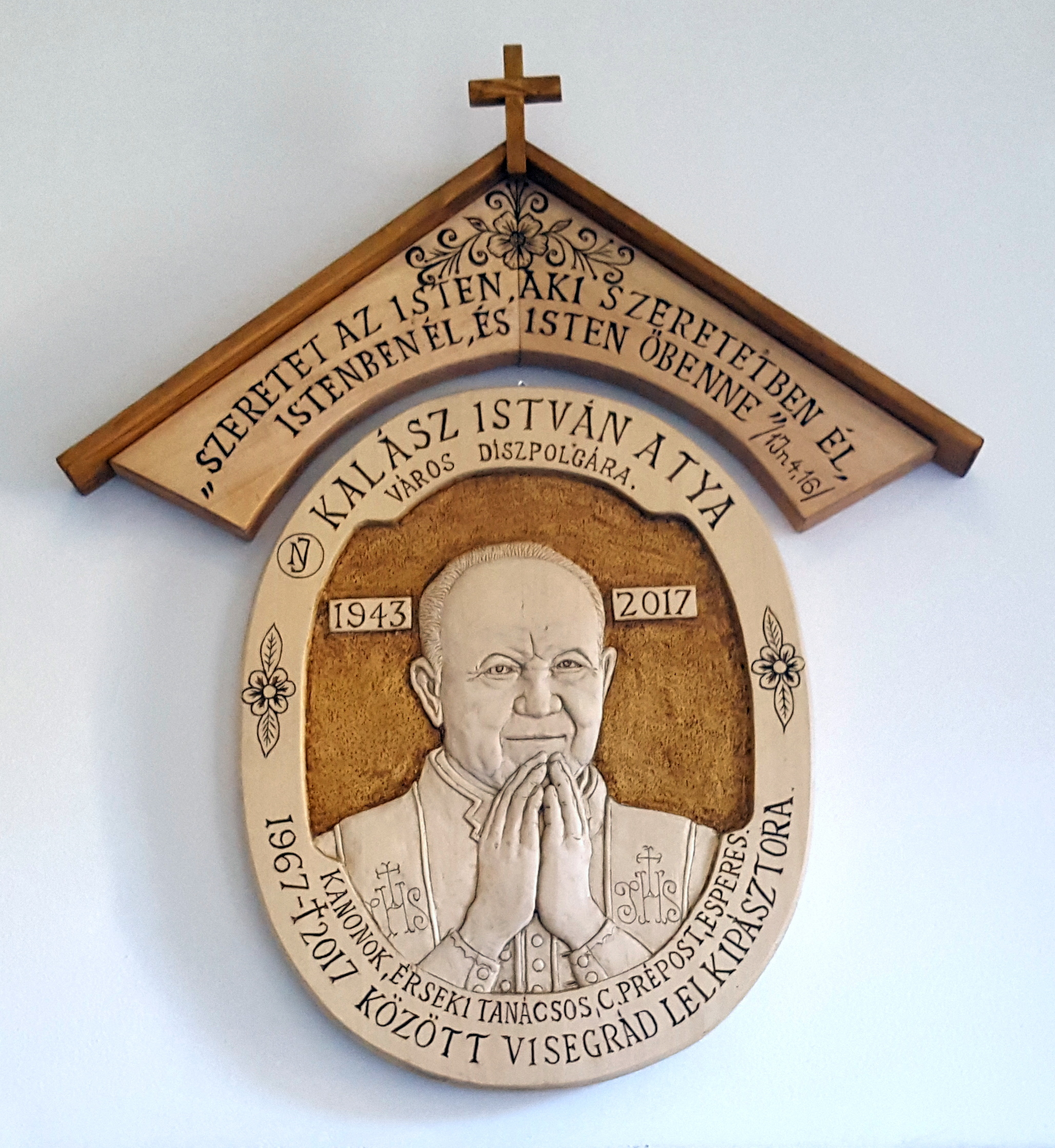
Emléktábla a visegrádi templomban.

1966. június 19-én szentelték pappá Esztergomban. 1967 és 1975 között Visegrád káplánja. 1975-ben Tardosbánya plébánosa. 1975 és 1982 között ismét Visegrád káplánja, 1994-ben plébános-helyettese, majd 1995-től haláláig plébánosa. 1987 és 2011 között Kisoroszi lelkipásztora is volt. 2002-től az Esztergomi Hittudományi Főiskola megbízott tanára volt. 1992-ben helyettes esperes, 1994-ben megbízott esperes, 1995-től esperes. 1994-től 2015-ig az Esztergomi Espereskerület elöljárójaként szolgált.
Szolgálatának elismeréseként 1989-ben érseki tanácsosi, majd 2001-ben címzetes préposti címet kapott. 2005-ben az Esztergomi Főszékesegyházi Káptalan tagja lett.
Jelmondata: „Szeretet az Isten, aki szeretetben él, Istenben él, és Isten őbenne.” (1Jn 4,16)